# Лазурі (Соходол, Алба)
Лазурі (рум. Lazuri) — село у повіті Алба в Румунії. Входить до складу комуни Соходол.
Село розташоване на відстані 321 км на північний захід від Бухареста, 53 км на північний захід від Алба-Юлії, 63 км на південний захід від Клуж-Напоки.

## Населення
За даними перепису населення 2002 року у селі проживали 132 особи, з них 131 особа (99,2%) румунів. Усі жителі села рідною мовою назвали румунську.